# Kirori Mal College

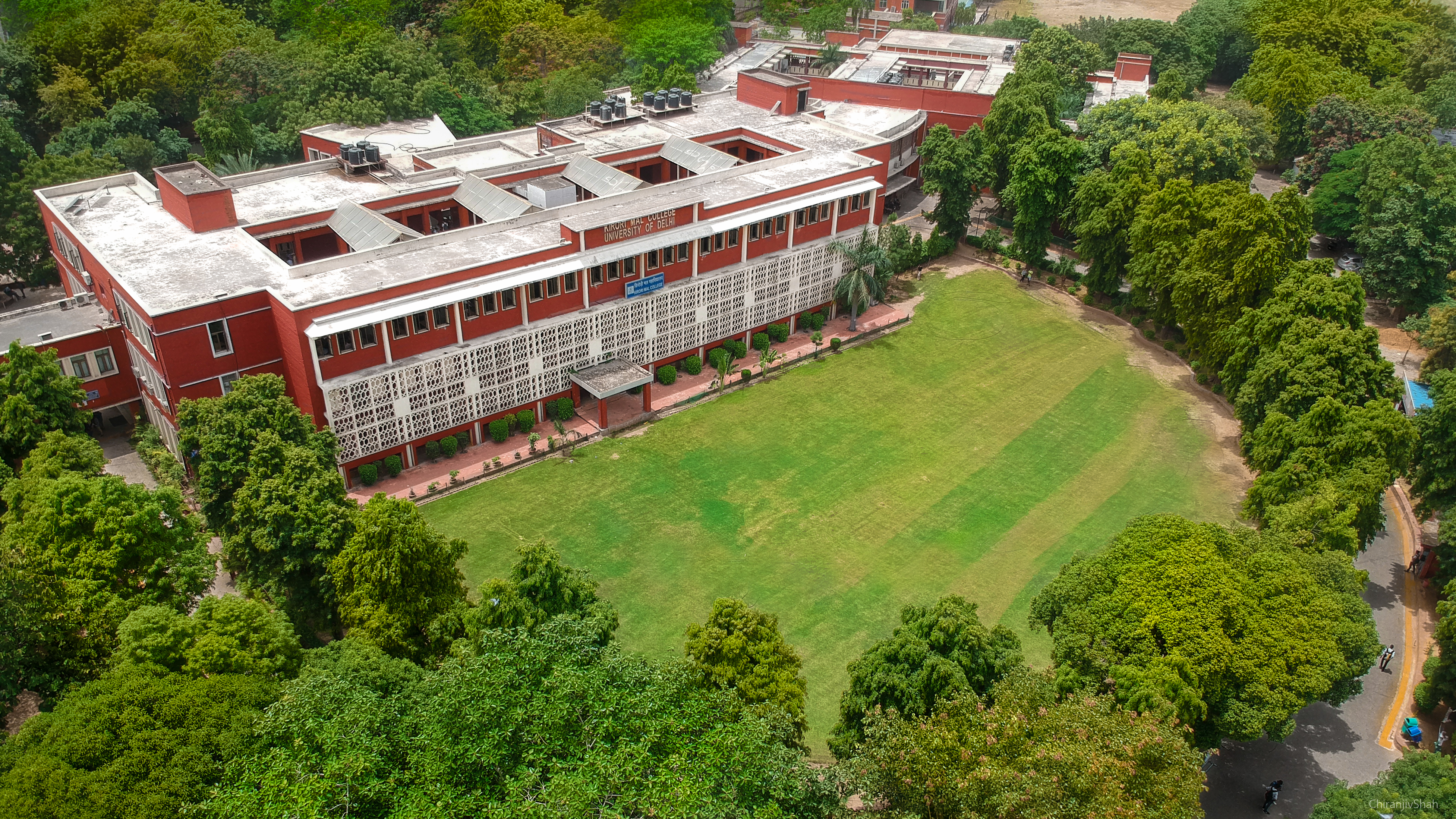
Photo aérienne du bâtiment des sciences humaines et commerciales du Kirori Mal College de l'Université de Delhi

Kirori Mal College est un collège constituant de l'université de Delhi, situé à New Delhi, en Inde, et a établi en 1954.
Le collège dispense des cours du premier cycle et des cycles supérieurs en sciences, arts, sciences humaines et commerces. Il offre des activités parascolaires, en particulier théâtrales, musicales et artistiques. Les élèves et anciens élèves de ce collège sont appelés "kirorians".